# زيت الفلفل الحار
زيت الفلفل الحار ويسمى أيضا (زيت الفلفل الحار الساخن أو الزيت الحار، هو بهار مصنوع من زيت نباتي يتم ملؤه بالفلفل حار. ويستخدم عادة في المطبخ صيني وشرق وجنوب شرق آسيا وأماكن أخرى. له شعبية خاصة في مطبخ سيتشوان، يتم استخدامه كعنصر في الأطباق المطبوخة وكذلك كبهار. يستخدم أحيانا على كغمس للحم.

## شكله
عادة يكون أحمر اللون. وهو مصنوع من الزيت النباتي، وغالبا زيت فول الصويا أو زيت السمسم، على الرغم من زيت الزيتون أو غيرها من الزيوت التي يمكن استخدامها. قد يتم تضمين التوابل الأخرى مثل الفلفل سيتشوان، والثوم، أو البابريكا. بنقع التوابل في الزيت. ويمكن أن تشمل الاستعدادات التجارية أنواع أخرى من الزيت والماء والثوم المجفف، وصلصة الصويا، والسكر. وصفات تعود لطهاة غربيين تقترح أيضا زيوت شعبية أخرى مثل السلجم، بذور العنب أو الفول السوداني، وأي نوع من الفلفل الحار المجفف أو الطازج.
زيت الفلفل الحار متاح تجاريا في عبوات زجاجية، على الرغم من أنه يمكن أيضاأن يصنع في المنزل. وهي متاحة عادة حسب الطلب في المطاعم الصينية.